# Eudokimyia lobata
Eudokimyia lobata är en tvåvingeart som beskrevs av Fedotova och Vasily S. Sidorenko 2005. Eudokimyia lobata ingår i släktet Eudokimyia och familjen gallmyggor. Inga underarter finns listade i Catalogue of Life.